# Diatrypa tuberculata
Diatrypa tuberculata är en insektsart som beskrevs av Henri Saussure 1874. Diatrypa tuberculata ingår i släktet Diatrypa och familjen syrsor. Inga underarter finns listade i Catalogue of Life.